# Belkin International
Die Belkin International, Inc. ist ein US-amerikanischer Hersteller von Computerhardware und Computerperipheriegeräten, der sich auf drahtlose Geräte sowie Verbindungshardware wie beispielsweise Kabel, USB-Hubs, Netzwerktechnologie sowie unterbrechungsfreie Stromversorgung spezialisiert hat.
Das Unternehmen hat seinen Hauptsitz in Playa Vista, Los Angeles, Kalifornien. Belkin verkauft sowohl an Verbraucher als auch im kommerziellen Business-to-Business-Markt.

## Historie

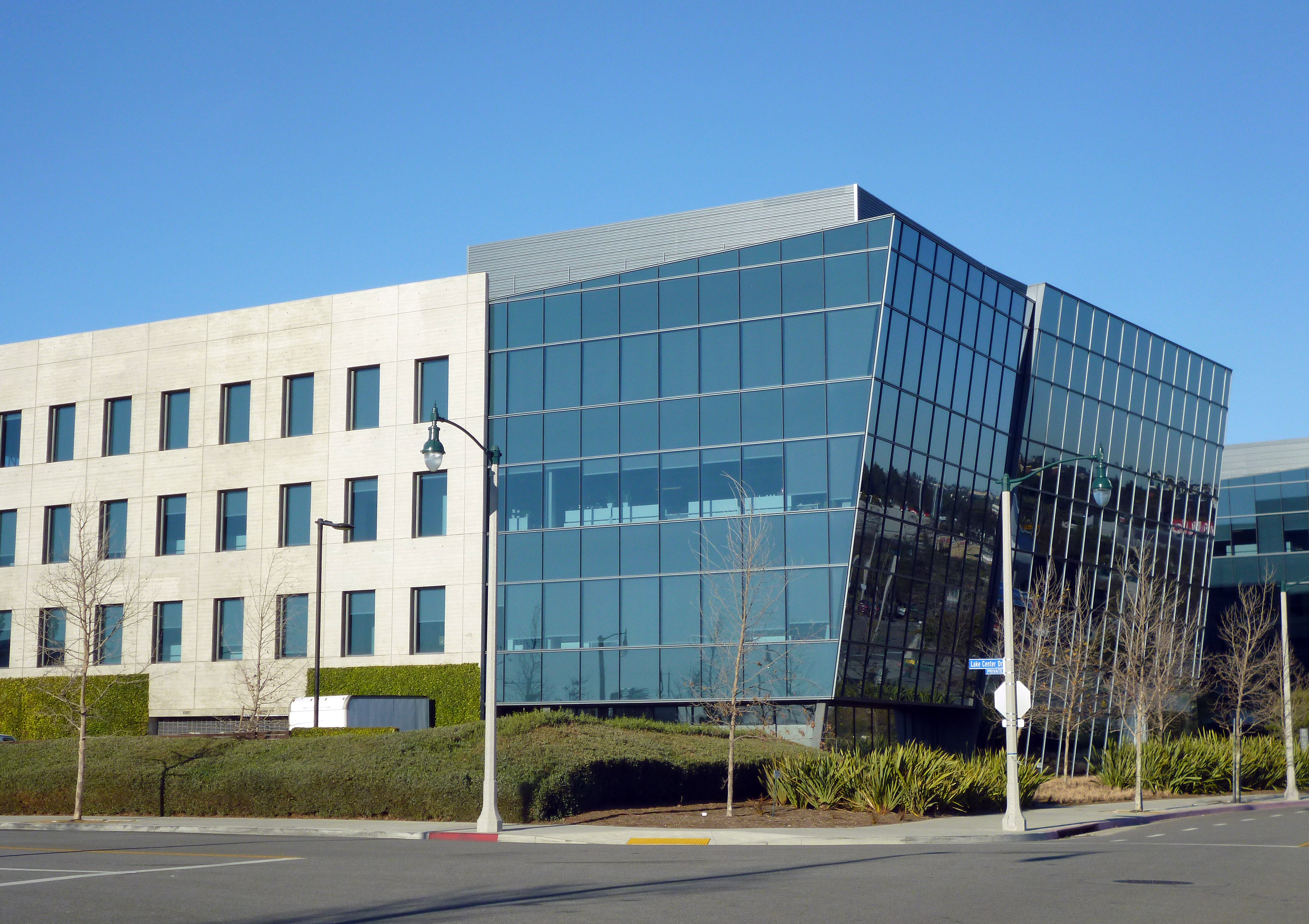
Belkin-Hauptsitz in Playa Vista

Das Unternehmen wurde 1983 in Hawthorne (Kalifornien) von dem jetzigen Aufsichtsratsvorsitzenden Chet Pipkin gegründet und wurde bereits zweimal in der Liste der 500 am schnellsten wachsenden Unternehmen des „Inc. Magazine“ aufgeführt. 2011 trat Mark Reynoso als Präsident und CEO des Unternehmens zurück. 2012 präsentierte Belkin auf der Consumer Electronics Show ein neues Firmenlogo. Es soll das starke Engagement der Mitarbeiter symbolisieren. 2013 übernahm Belkin von Cisco die Heimnetzwerksparte Linksys. Im Jahr 2018 wurden Belkin und Tochtergesellschaften, einschließlich Linksys, von Foxconn, einem taiwanesischen multinationalen Elektronikkonzern und großen Auftragsfertiger für Elektronikprodukte, für 866 Millionen US-Dollar übernommen.

Erstes Belkin-Logo
Logo bis 9. Januar 2012
Logo der aufgekauften Linksys

## Produkte

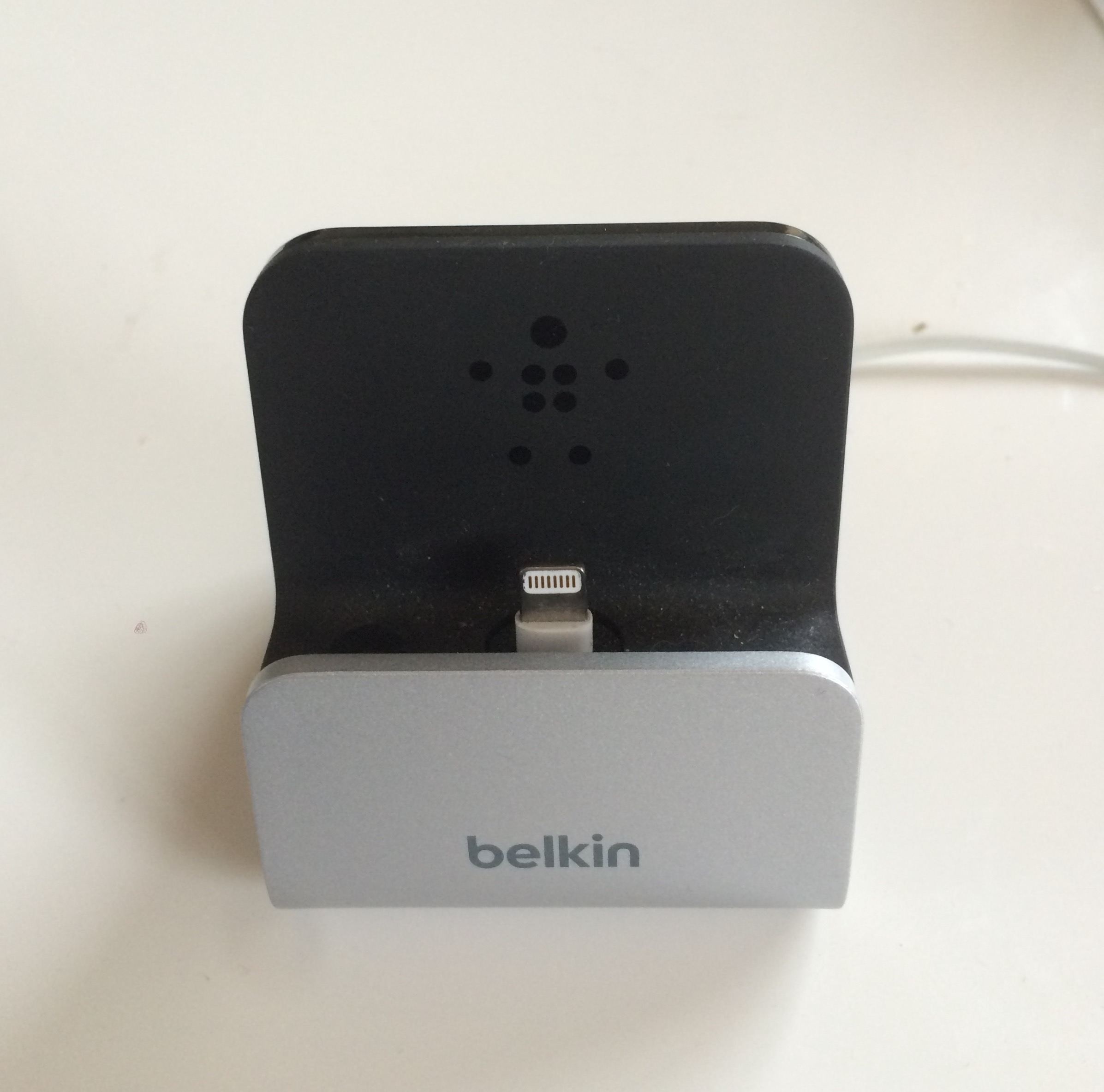
Belkin iPhone Ladestation

- Netzwerk: Router (z. B. der legendäre WRT54G und sein Nachfolger WRT1900AC), Netzwerkkarten, Netzwerkkabel, Switches, Audiokabel
- iPhone-, iPad- und iPod-Zubehör: Schutzhüllen, FM-Sender, Ladegeräte, Schutzfolien
- Energiesparende Wohnaccessoires
- Notebook- und Netbook-Zubehör: Schutzhüllen, Kissen, Polster Kühlung, Netzteile
- Datacenterzubehör: Racks und Gehäuse, Schalter KVM
- Überspannungsschutz
- USB-Hubs und andere Peripheriegeräte Konnektivität, wie das Easy Transfer-Kabel
- Heimautomatisierung: WeMo-Produktreihe

## Rückkehr in den KMU-Markt
Im November 2013 gab Belkin bekannt, durch die Übernahme des Hardware-Herstellers Linksys in den Markt für kleine und mittelständische Unternehmen (KMU) einzusteigen. Zuvor hatte Linksys über 20 Jahre lang KMU-Infrastrukturprodukte vertrieben und war ein führender Anbieter von Switches und Routern. Mittlerweile hat das Unternehmen zahlreiche neue Geräte für KMUs auf den Markt gebracht, u. a. unmanaged Switches, unmanaged PoE-Switches, VPN-Router, Access Points und Überwachungskameras.

## Belkin-Pro Cycling Team
Im Juni 2013 wurde Belkin International, Inc. neuer Hauptsponsor des erfolgreichsten niederländischen Radsportteams. Seitdem trat dieses als Belkin-Pro Cycling Team an. Das Unternehmen teilte am 17. Juni 2014 mit, dass die Sponsorship bereits zum Ende des Jahres 2014 wieder enden werde. Belkin möchte sich auf die drei Marken Belkin, Linksys und WeMo konzentrieren und neue Strategien entwickeln.

## Abschaltung iSecurity+ Plattform
Anfang Mai 2020 gab Belkin bekannt, die für die Nutzung der von Belkin vertriebenen Wemo-Netcam-Überwachungskameras zwingend notwendige iSecurity+ - Plattform nach sieben Betriebsjahren zum 28. Mai 2020 abzuschalten. Für Kunden, die ein entsprechendes Gerät innerhalb von zwei Jahren vor der Plattformabschaltung erworben haben, wurde eine Kaufpreiserstattung angekündigt, alle übrigen Kunden erhalten keinen Ausgleich. Die entsprechenden Überwachungskameras sind nach der Plattformabschaltung nicht mehr nutzbar.

## Backdoor-Problematik bei Linksys-Routern
Im Januar 2014 wurde von heise Security aufgedeckt, dass in Linksys' Routern sowie in Routern anderer amerikanischer Routerhersteller eine Backdoor eingebaut ist, die es sowohl dem Internetdienstanbieter als auch Dritten extern über das Internet erlaubt, sämtliche Konfigurationsdaten des Routers auszulesen und zu manipulieren, darunter die Passwörter für den Administratorzugang des Routers, das WLAN, den DSL-Zugang, Proxy-Server und DynDNS-Dienste sowie Passwörter und Zertifikate für VPNs. Demnach wird das Auslesen und Manipulieren dieser Daten durch einen undokumentierten Dienst ermöglicht, der in die Router-Software integriert ist. Darüber hinaus sei es möglich, den gesamten Datenverkehr des Routers umzuleiten und vollständig zu überwachen.
Als Reaktion darauf stellte der Routerhersteller im März 2014 ein Sicherheits-Update zur Verfügung, das die Backdoor schließen sollte. Der Reverse-Engineer Eloi Vanderbeken stellte in einer Analyse jedoch fest, dass die Backdoor beim Hersteller Netgear nach wie vor vorhanden ist und sie mit dem angeblichen Sicherheits-Update nicht geschlossen, sondern lediglich besser versteckt und sogar ausgeweitet worden sei. Aus letzterem schlussfolgern Vanderbeken sowie heise Security und andere Sicherheitsforscher, dass die im Januar 2014 entdeckte Backdoor absichtlich eingebaut wurde.
Im Falle von Linksys hat diese Sicherheitslücke mehrere ältere Geräte betroffen. Zum Zeitpunkt des Entdeckens im Januar 2014 waren demnach insgesamt elf Geräte von der Sicherheitslücke betroffen, von denen neun seit 2009 nicht mehr produziert und verkauft wurden. Zwei Geräte wurden noch hergestellt. Für diese Geräte und ein weiteres älteres Modell wurden im März und Mai 2014 umfassende Software-Updates bereitgestellt, die die Schwachstelle behoben haben. Weitere Patches sind für den Sommer desselben Jahres geplant, um aktuelle Sicherheitssoftware anzubieten. Laut Firmenangaben bestand die Schwachstelle aber nur für Zugriffe aus dem eigenen Netzwerk, nicht für solche, die über das Internet erfolgten.
Im Nachhinein wurde bekannt, dass einzelne Nutzer im Cisco-Supportforum bereits seit mindestens 2010 auf Anzeichen der identischen Backdoor hingewiesen hatten. Sicherheitsforscher gehen aufgrund einiger von Edward Snowden im Rahmen der Spionageaffäre 2013 veröffentlichter Geheimdienstdokumente davon aus, dass die versteckte Backdoor von Linksys und anderen Routerherstellern absichtlich eingebaut wurde, um den Sicherheitsbehörden jederzeit die vollständige Überwachung und den vollständigen Zugriff auf die Router zu ermöglichen.

## Auszeichnungen
Belkin wurde in den „Inner City Top 100“-Liste für sechs Jahre in Folge und in die Los Angeles Business Journal „als am schnellsten wachsenden Privatunternehmen“ für fünf Jahre aufgenommen, ebenfalls wurde Belkin zweimal in der Liste der „500 am schnellsten wachsenden Privatunternehmen in den USA“ aufgeführt.
2007 wurde Belkins TuneFM beim iLounge's Car Accessory of the Year Award als FM-Transmitter des Jahres ausgezeichnet. Belkins TuneBaseFM wurde 2008 ebenfalls ausgezeichnet.
- weitere CES Innovations Awards:

- - 2009 „Best of“ in Multi-Room Audio / Video Kategorie: Flywire
  - 2008 „Best of“ in Portable Media Zubehör Kategorie: TuneStudio
  - 2006 „Best of“ in Video Kategorie: Nostromo n52
  - IDSA Design Awards Ranking – Belkin Platz in Top-Liste der Unternehmen
  - 2010 IDEA Award in der Kategorie Verpackung & Graphics: Silber – Belkin Conserve Surge mit Timer
  - 2010 IDEA Award Commercial & Industrial Products Kategorie: BRONZE – Belkin Conserve Surge mit Timer
  - 2009 Idee Award: BRONZE – Belkin Powerline AV +
  - 2002 IDEE / BusinessWeek Award: GOLD – Belkin OmniView SoHo Serie KVM
- weitere iF Design Awards
  - 2007 Clamp-On-Überspannungsschutz, Compact Überspannungsschutz, Verbergen Überspannungsschutz, Flip KVM
  - 2006 TuneBase und TuneBaseFM, MediaPilot
  - 2005 USB 7-Port Hub, PureAV Heimkino Power-Konsolen, PureAV Heimkino Power Conditioner
  - 2003 USB Media Reader Writer
  - 2005 Business 2.0 Bottom Line Design Awards – Belkin PureAV Power-Konsole

## Belege
1. 1 2  Belkin International Announces Key Leadership and Organization Changes. In: prnewswire.com. 7. Januar 2021, abgerufen am 4. August 2023 (englisch).
2. 1 2  Unternehmensübersicht. Archiviert vom Original am 23. September 2014; abgerufen am 11. Juni 2020.
3. ↑  Artikel im Inc. Magazine vom 1. Mai 2003
4. ↑  Archivierte Kopie (Memento des Originals vom 11. Dezember 2011 im Internet Archive)  Info: Der Archivlink wurde automatisch eingesetzt und noch nicht geprüft. Bitte prüfe Original- und Archivlink gemäß Anleitung und entferne dann diesen Hinweis.
5. ↑  Archivierte Kopie (Memento des Originals vom 15. Januar 2012 im Internet Archive)  Info: Der Archivlink wurde automatisch eingesetzt und noch nicht geprüft. Bitte prüfe Original- und Archivlink gemäß Anleitung und entferne dann diesen Hinweis.
6. ↑  Artikel von Heise vom 18. März 2013
7. ↑  Apple-Auftragshersteller Foxconn verleibt sich Belkin ein. In: heise.de. 27. März 2018, abgerufen am 26. August 2021.
8. ↑  Belkin to end team sponsorship after 2014 season. Cycling News, 17. Juni 2014, abgerufen am 19. Juni 2014.
9. ↑  Smart Home: Belkin macht Überwachungskameras zu Elektroschrott Bericht des Internetinformationsdienstes Golem.de vom 11. Mai 2020, abgerufen am 11. Mai 2020
10. ↑  Jürgen Schmidt: Mysteriöse Router-Backdoor: Viele tausend Router in Deutschland haben eine Hintertür. heise.de, 10. Januar 2014, abgerufen am 22. April 2014.
11. ↑  Fabian Scherschel: Netgear schließt Hintertür in Modemrouter DGN1000. heise.de, 7. April 2014, abgerufen am 22. April 2014.
12. ↑  Ronald Eikenberg: Netgear-Update: Router-Backdoor nur versteckt? heise.de, 22. April 2014, abgerufen am 22. April 2014.
13. ↑  Eloi Vanderbeken: Another backdoor in my router: when Christmas is NOT enough!, 18. April 2014, abgerufen am 22. April 2014.
14. ↑  Linksys Support: Software-Update WAG320N. Linksys, abgerufen am 17. Juni 2014.
15. ↑  User "DominikAu": Anfrage eines Nutzers bezüglich der Lücke im offiziellen Cisco-Supportforum. supportforums.cisco.com, 28. März 2010, abgerufen am 23. April 2014.
16. ↑  Benedikt Fuest: Router-Firmen reparierten Datenleck nur zum Schein. welt.de, 21. April 2014, abgerufen am 23. April 2014.